# 민영 방송
민영 방송(民營放送, 영어: Commercial Broadcasting)은 민간단체나 민간사업체가 운영하는 방송이다. 국가가 운영하는 국영 방송이나 공공기업체 등이 운영하는 공영 방송과 대비된다.
보통의 민영 방송은 상업적 광고방송을 겸하는 경우가 많아 '상업 방송'이라고도 칭하나, 몇몇 민영 방송은 공공 목적으로 하는 경우가 있으므로 '상업 방송'과는 개념이 다르다.
민영 방송은 주로 1920년대 미국에서부터 발전하였으며 현재 미국의 방송은 거의 민영 방송이다. 그리고 민영 방송은 주 수입원이 광고 방송을 통해 이루어진다. 그러나 이러한 민영 방송은 방송전파라는 공공재를 영리적 목적에 이용한다는 점과 과도한 상업주의의 끝을 달린다는 지적이 많은 편이다. 그리하여 최근의 민영 방송들은 표면적으로나마 공공성을 중요하게 여기는 편이다.
민영 방송의 형태는 주로 선진국이나 신흥 공업국에서 많이 발달하는 편인데, 이는 개발도상국이나 후진국에서는 전파의 부족이라든지 지리적 여건 등이 허락이 되지 않기 때문이다. 그러나 선진국이나 신흥 공업국에서도 민영방송만이 그 자리를 채우지는 않는다. 앞서 말했듯이, 민영 방송의 폐단 그리고 국가기간방송의 필요성 등으로 인해 대부분은 공영 방송과 민영 방송을 병존시키는 형태를 띤다.

## 대한민국의 민영방송

### 최초의 민영방송
대한민국의 최초의 민영방송은 CBS기독교방송으로, 1954년 12월 15일에 개국하였다. 상업목적의 최초의 민영방송은 HLKZ-TV이며 1956년 5월 12일에 개국하였다. 상업목적 최초의 민영라디오방송은 문화방송(현재 사명은 부산문화방송)으로 1959년 4월 15일에 개국했다.

### 민영방송의 발전과 흐름

#### 60·70년대 민영방송의 발전
1963년 4월 25일 동아방송(DBS)이, 1964년 5월 9일 라디오서울(RSB)이 개국하면서 빠른 속도로 민영 라디오방송국이 늘어나기 시작했고, 그 해 12월 7일 동양TV(D-TV)가 대한민국 최초의 민영TV 방송국으로 개국했다. 이후 1965년 6월 26일 서울FM(1966년 3월 동양방송이 인수하여 TBC FM으로 개칭)이 최초의 FM 방송국으로 개국했고, 1966년 7월 16일 RSB(TBC RADIO), D-TV(TBC TV), 서울FM(TBC FM)이 중앙일보와 합병, 주식회사 중앙일보·동양방송으로 출범하면서 동양방송(TBC)은 최초의 민영 종합방송국이 되었다. MBC도 1969년 8월 8일 MBC TV를, 1971년 9월 19일 MBC FM을 개국했고, 1974년 경향신문과 합병, 주식회사 경향신문·문화방송으로 출범한다.

#### 1980년 언론 통폐합
전두환 정권으로 민영방송을 금지 조치시키고, 공영방송을 전환하였다.

#### 민영방송의 부활
1990년 노태우 대통령의 민영방송 설립 금지 해제 조치되었다.

#### SBS중심의 민영 상업 방송 네트워크 구축
1990년 6월 14일 정부는 수도권 지역을 키 스테이션(가시청권)으로 하는 민영 TV 방송을 허용, 10월 31일 태영이 대주주에 선정되었고, 11월 14일 서울방송(SBS)으로 발족했다. 그리고 SBS 라디오가 1991년 3월 20일에 개국했고, 그 해 12월 9일 SBS TV가 개국해 동양방송 폐국 이후 11년만의 민영 상업 방송으로 출범했다. PSB 부산방송(현 KNN), TBC, kbc, TJB 등 지역 민영방송국이 1995년 5월 14일에 SBS와 방송 네트워크 협정을 체결하고 속속 개국하기 시작했다. 흔히 1995년에 개국한 지역 민영방송을 1차 지역 민방, 1997년에 개국한 민영방송을 2차 지역 민방으로 구분하고 있다. 그러나 이후에 개국한 민영방송은 워낙 시기가 벌어져있고 그 숫자도 적은지라, 따로 차수를 붙이지는 않는다. 한편 SBS를 중심으로 한 전국 네트워크 구축은 강원도 권역, 제주특별자치도 지역 민영방송사인 GTB(현 G1방송), JIBS를 끝으로 2002년 5월 31일에 최종적으로 완료되었으며 사내 웹메일을 @sbs.co.kr로 통일해야 한다.

#### 독립(비네트워크) 민영방송의 등장
한편 1997년에 개국한 2차 지역민방 가운데, 인천지역을 중심으로 한 경인방송(iTV, 개국 당시 인천방송)이 같은해 10월 11일에 개국하였다. 이는 1990년대 이후 어떠한 네트워크에도 가입하지 않은 첫 독립 TV민영방송으로써, 경쟁상대인 SBS에 비하여 상당히 불리한 조건을 가지고 있었음에도 대표적인 독립 민영방송사로써 자리매김해왔다.
1990년대 말 박찬호의 메이저 리그 경기 중계권을 독점적으로 획득한 것을 계기로 방송권역을 기존의 인천지역에서 경기남부지역까지 확장하는 등 전성기를 누렸으나, 이후 2004년 대주주 동양제철화학의 방송사의 경영개선 이행의 거부등을 이유로 노사양측이 대립해오다가, 급기야는 방송위원회의 재허가 추천 거부로 인해, 같은해 12월 31일을 끝으로 결국 iTV는 7년 만에 폐국하게 된다.
이후 2005년 3월 1일부터 아직 면허가 남아있는 iFM(현 경인방송 iFM)의 방송을 재개하였으나, TV방송은 iTV에서의 재개국이 실현되지 못하고 결국 다른 사업자로 넘어가게 되었다. 사업자 선정 중 많은 논란이 빚어져 계속 개국시기가 늦춰지다가 끝내는 최종적으로 (주)영안모자가 선정되었고, 2007년 12월 28일, OBS경인TV가 개국하였다.
이외에 1997년 12월 2일에 첫 독립 라디오 민영방송으로 개국한 경기방송이 있다.

#### 종합편성채널의 탄생 및 2011년대 이후
2011년 12월 1일에 대한민국의 종합편성채널인 JTBC, MBN, 채널A, TV조선 등의 개국하였다.

### 대한민국 민영 상업 방송의 역사
| 회사명 (개국당시)                   | 방송권역(개국당시)                               | 개국일                                                                     | 폐국일                            | 네트워크                 | 비고 |
| ----------------------------------- | ------------------------------------------------ | -------------------------------------------------------------------------- | --------------------------------- | ------------------------ | --- |
| CBS기독교방송                       | 서울특별시                                       | 1954년 12월 15일                                                           |                                   | CBS기독교방송            | 대한민국 최초의 민영방송사 |
| 대한방송                            | 서울특별시                                       | 1956년 5월 12일                                                            | 1961년 10월 15일                  |                          | 대한민국 최초의 텔레비전 방송국 |
| 부산 MBC                            | 경상남도 부산시 (現 부산광역시)                  | 1959년 4월 15일                                                            |                                   | 문화방송                 | 現 부산문화방송 (라디오) 대한민국 최초의 상업목적의 민영방송사 |
| MBC                                 | 서울특별시                                       | 1961년 12월 2일                                                            | 現 문화방송 (서울 본사)           | 문화방송                 | |
| DBS 동아방송                        | 서울특별시                                       | 1963년 4월 25일                                                            | 1980년 11월 30일                  |                          | 언론통폐합으로 한국방송공사(KBS 본사 서울본국)에 강제통합 (단 KBS 제4방송 → KBS 라디오서울 이후 폐국 후 SBS AM 개국 및 폐국) 및 그 후 채널A 진출함                                           |
| 라디오서울                          | 서울특별시                                       | 1964년 5월 9일                                                             | 1980년 11월 30일                  | 동양방송                 | 동양방송의 전신 언론통폐합으로 한국방송공사에 강제통합(단 KBS 본사 서울본국 2TV, 2라디오, 2FM으로 변경됨) 및 그후 JTBC 진출함 (단, 동양TV 부산지국은 KBS 부산방송총국 2TV, 2라디오로 변경됨) |
| 동양TV                              | 서울특별시                                       | 1964년 12월 7일                                                            | 1980년 11월 30일                  | 동양방송                 | 동양방송의 전신 언론통폐합으로 한국방송공사에 강제통합(단 KBS 본사 서울본국 2TV, 2라디오, 2FM으로 변경됨) 및 그후 JTBC 진출함 (단, 동양TV 부산지국은 KBS 부산방송총국 2TV, 2라디오로 변경됨) |
| 동양TV 부산지국                     | 부산직할시 (現 부산광역시)                       | 1964년 12월 12일                                                           | 1980년 11월 30일                  | 동양방송                 | 동양방송의 전신 언론통폐합으로 한국방송공사에 강제통합(단 KBS 본사 서울본국 2TV, 2라디오, 2FM으로 변경됨) 및 그후 JTBC 진출함 (단, 동양TV 부산지국은 KBS 부산방송총국 2TV, 2라디오로 변경됨) |
| 서울FM방송                          | 서울특별시                                       | 1965년 6월 26일                                                            | 1980년 11월 30일                  | 동양방송                 | 동양방송의 전신 언론통폐합으로 한국방송공사에 강제통합(단 KBS 본사 서울본국 2TV, 2라디오, 2FM으로 변경됨) 및 그후 JTBC 진출함 (단, 동양TV 부산지국은 KBS 부산방송총국 2TV, 2라디오로 변경됨) |
| 울산민간방송                        | 경상남도 울산시 (現 울산광역시)                  | 1968년 4월 10일                                                            |                                   | 문화방송                 | 現 울산문화방송 |
| 진주민간방송                        | 경상남도 진주시                                  | 1968년 5월 31일                                                            | 2011년 8월 31일                   | 문화방송                 | 現 MBC경남 진주방송 (舊 진주문화방송) |
| 영동방송                            | 강원도 (現 강원특별자치도) 강릉시                | 1968년 6월 22일                                                            | 2014년 12월 31일                  | 문화방송                 | 現 MBC강원영동 강릉방송국 (舊 강릉문화방송) |
| 강원방송                            | 강원도 (現 강원특별자치도) 춘천시                | 1968년 7월 13일                                                            |                                   | 문화방송                 | 現 춘천문화방송 |
| 라디오목포                          | 전라남도 목포시                                  | 1968년 8월 17일                                                            |                                   | 문화방송                 | 現 목포문화방송 |
| 남양방송                            | 제주도 (現 제주특별자치도) 제주시(現 통합제주시) | 1968년 9월 14일                                                            |                                   | 문화방송                 | 現 제주문화방송 |
| 경남방송                            | 경상남도 마산시 (現 통합창원시)                  | 1969년 2월 1일                                                             | 2011년 8월 31일                   | 문화방송                 | 現 MBC경남 창원방송 (라디오) (舊 마산문화방송 → 창원문화방송) |
| MBC TV                              | 서울특별시                                       | 1969년 8월 8일                                                             |                                   | 문화방송                 | 現 문화방송(MBC TV) (서울 본사) |
| 서해방송                            | 전라북도 군산시                                  | 1969년 10월 2일                                                            | 1980년 11월 30일                  | 동양방송                 | 언론통폐합으로 한국방송공사에 강제통합 (단, 서해방송은 KBS 전주방송총국 2TV, 2라디오로 변경됨 (舊 KBS 군산방송국))                                                                           |
| 부산 MBC TV                         | 부산직할시 (現 부산광역시)                       | 1970년 1월 24일                                                            |                                   | 문화방송                 | 現 부산문화방송 (TV) |
| 영남텔레비전방송                    | 경상북도 대구시 (現 대구광역시)                  | 1970년 7월 18일                                                            |                                   | 문화방송                 | 現 대구문화방송 |
| 남해방송                            | 전라남도 여수시 (현 통합여수시)                  | 1970년 8월 27일                                                            |                                   | 문화방송                 | 現 여수문화방송 |
| 호남텔레비전방송                    | 전라남도 광주시 (現 광주광역시)                  | 1970년 8월 29일                                                            |                                   | 문화방송                 | 現 광주문화방송 |
| 안동방송                            | 경상북도 안동시                                  | 1970년 9월 12일                                                            |                                   | 문화방송                 | 現 안동문화방송 |
| 원주방송                            | 강원도 원주시                                    | 1970년 9월 19일                                                            |                                   | 문화방송                 | 現 원주문화방송 |
| 충청방송                            | 충청북도 청주시 (現 통합청주시)                  | 1970년 10월 23일                                                           | 2016년 9월 30일                   | 문화방송                 | 現 MBC충북 청주방송국 (舊 청주문화방송) |
| 중원방송                            | 충청북도 충주시                                  | 1970년 11월 12일                                                           | 2016년 9월 30일                   | 문화방송                 | 現 MBC충북 충주방송국 (舊 충주문화방송) |
| 동해방송                            | 강원도 삼척시                                    | 1971년 4월 10일                                                            | 2014년 12월 31일                  | 문화방송                 | 現 MBC강원영동 삼척방송국 (舊 삼척문화방송) |
| 전북텔레비전방송                    | 전라북도 전주시                                  | 1971년 4월 23일                                                            |                                   | 문화방송                 | 現 전주문화방송 |
| 대전텔레비전방송                    | 충청남도 대전시 (現 대전광역시)                  | 1971년 4월 24일                                                            |                                   | 문화방송                 | 現 대전문화방송 (TV) |
| 전일방송                            | 전라남도 광주시 (現 광주광역시)                  | 1971년 4월 25일                                                            | 1980년 11월 30일                  | 동양방송                 | 언론통폐합으로 KBS에 강제통합 (단, 전일방송은 KBS 광주방송총국 2TV, 2라디오로 변경됨) |
| 한국FM방송                          | 경상북도 대구시(現 대구광역시)                   | 1971년 4월 25일                                                            | 1980년 11월 30일                  | 동양방송                 | 언론통폐합으로 KBS에 강제통합 (단, 한국FM방송은 KBS 대구방송총국 2TV, 2라디오로 변경됨) |
| 영해방송                            | 경상북도 포항시                                  | 1971년 10월 1일                                                            |                                   | 문화방송                 | 現 포항문화방송 |
| 경남문화TV방송                      | 경상남도 마산시 (現 창원시)                      | 1972년 10월 5일                                                            | 2011년 8월 31일                   | 문화방송                 | 現 MBC경남 창원방송 (TV) (舊 마산문화방송 → 창원문화방송) |
| 가톨릭평화방송                      | 서울특별시                                       | 1990년 4월 15일                                                            |                                   |                          | |
| BBS불교방송                         | 서울특별시                                       | 1990년 5월 1일                                                             |                                   |                          | |
| 서울방송(본사 키국 프로그램 제작국) | 서울특별시                                       | 1991년 3월 20일(라디오) 1991년 12월 9일(TV)                                |                                   | SBS                      | 現 SBS (본사 키국) (舊 서울방송) |
| 대전방송(TJB)                       | 대전광역시, 세종특별자치시, 충청남도             | 1995년 5월 14일                                                            |                                   | SBS                      | |
| 광주방송(kbc)                       | 광주광역시, 전라남도                             | 1995년 5월 14일                                                            |                                   | SBS                      | |
| 대구방송(TBC)                       | 대구광역시, 경상북도                             | 1995년 5월 14일                                                            |                                   | SBS                      | 現 TBC |
| 부산방송(PSB)                       | 부산광역시, 경상남도                             | 1995년 5월 14일                                                            |                                   | SBS                      | 現 KNN |
| 울산방송(ubc)                       | 울산광역시                                       | 1997년 9월 1일                                                             |                                   | SBS                      | |
| 전주방송(JTV)                       | 전라북도                                         | 1997년 9월 27일                                                            |                                   | SBS                      | |
| 인천방송(iTV)                       | 인천광역시                                       | 1997년 10월 11일(TV) 2003년 6월 30일(라디오) 2005년 3월 1일(라디오 재개국) | 2004년 12월 31일(TV 중단 및 폐국) |                          | 독립 민영방송 現 경인방송 (2004년 12월 31일까지 TV 중단 및 폐국이며, 이후 TV는 OBS경인TV로 이관하며, 이후 경인방송 FM만 방송함)                                                              |
| 청주방송(CJB)                       | 충청북도                                         | 1997년 10월 18일                                                           |                                   | SBS                      | |
| 경기방송                            | 경기도 수원시                                    | 1997년 12월 2일                                                            | 2020년 3월 30일                   |                          | 2023년 3월 30일, OBS 라디오 개국 |
| TBN 한국교통방송                    | 전국                                             | 1997년 12월 20일                                                           |                                   |                          | 광주에서 먼저 개국 現 TBN 교통방송 |
| 원음방송                            | 전라북도 익산시                                  | 1998년 11월 30일                                                           |                                   |                          | 익산에서 먼저 개국 |
| 강원민방(GTB)                       | 강원도 (現 강원특별자치도)                       | 2001년 12월 15일                                                           |                                   | SBS                      | 現 G1방송 |
| 제주방송(JIBS)                      | 제주도 (現 제주특별자치도)                       | 2002년 5월 31일                                                            |                                   | SBS                      | 제주국제자유도시방송 |
| OBS경인TV                           | 서울특별시, 경기도, 인천광역시                   | 2007년 12월 28일                                                           |                                   | OBS경인TV                | 독립 민영방송 TV채널 |
| YTN라디오                           | 서울특별시, 경기도, 인천광역시                   | 2008년 4월 30일                                                            |                                   | YTN                      | |
| JTBC(중앙방송)                      | 전국                                             | 2011년 12월 1일                                                            |                                   | 중앙그룹, 중앙일보       | 종편 |
| TV조선(조선방송)                    | 전국                                             | 2011년 12월 1일                                                            |                                   | 조선미디어그룹, 조선일보 | 종편 |
| MBN(매일방송)                       | 전국                                             | 2011년 12월 1일                                                            |                                   | 매일경제신문             | 종편 |
| 채널A(동아방송)                     | 전국                                             | 2011년 12월 1일                                                            |                                   | 동아미디어그룹, 동아일보 | 종편 |
| OBS 라디오                          | 서울특별시, 경기도, 인천광역시                   | 2023년 3월 30일                                                            |                                   | OBS경인TV                | 독립 민영방송 라디오채널 경인방송 2라디오 |
| YTN                                 | 전국                                             | 1995년 3월 1일                                                             |                                   | YTN                      | 2024년 4월 1일, 민영화로 전환 |
| TBS 교통방송                        | 서울특별시, 경기도, 인천광역시                   | 1990년 6월 11일                                                            |                                   | TBS                      | 現 TBS 2024년 9월 11일, 민영화로 전환 |

※ 문화방송 네트워크 20개국들은 원래 언론통폐합 이전까지 민영방송이었으나, 통폐합 이후 현재 소유권상으로 공영방송으로 분류된다.

## 해외의 민영방송국
- 그리스 : 메가 채널, ANT1, 알파 TV
- 노르웨이 : TVNorge, TV2
- 네덜란드 : RTL4, RTL5, SBS6
- 뉴질랜드 : TV3, PRIME
- 독일 : RTL Television, Sat.1, VOX, Prosieben
- 말레이시아 : TV3, NTV7, 8TV, TV9
- 멕시코 : 텔레비사, TV 아즈테카
- 미국 : ABC, CBS, NBC, Fox 등
- 벨기에 : RTL-TVI, VTM
- 브라질 : Rede Globo, Rede Record, SBT, Rede Bandeirantes, RedeTV, Rede Gazeta
- 스웨덴 : TV3, TV4
- 스페인 : antena3, cuatro, telecinco, la sexta
- 슬로바키아 : TV Markíza, TV JOJ, TA3
- 아르헨티나 : América 2, 카날 9, 텔레페, El Trece
- 아이슬란드 : Stöð 2
- 아일랜드 : TV3
- 영국 : ITV, Channel 5
- 오스트리아 : ATV, PULS 4
- 우루과이 : 몬테카를로 TV, 사에타 TV 채널 10, 텔레도체
- 이탈리아 : Rete 4, Canale 5, Italia 1, La 7
- 인도네시아 : RCTI, SCTV, Antv
- 대한민국 : SBS TV, YTN, 대농방송
- 일본 : 닛폰 TV 방송망, 도쿄 방송, 후지 TV, TV 아사히, TV 도쿄
- 체코 : Nova, Prima televize, TV Barrandov
- 칠레 : 카날 13, Chilevisión, Mega, La Red, UCV Televisión, Telecanal
- 캐나다 : CTV, Global, TVA
- 포르투갈 : SIC, TVI
- 폴란드 : Polsat, TVN
- 프랑스 : TF1[4], Canal+, M6
- 핀란드 : MTV3, Nelonen
- 필리핀 : ABS-CBN, ABC (TV5), GMA 네트워크
- 헝가리 : RTL Klub, TV2
- 호주 : 채널 7, 채널 9, 채널 10
- 홍콩 : aTV, TVB
- 타이완 : 타이완텔레비전공사, 중국텔레비전공사, 민간전민텔레비전공사

## 같이 보기
- 공영 방송
- 국영 방송